# Профіль Фойгта
Профіль Фойгта — розподіл ймовірностей, заданий згорткою лоренціана (розподілу Коші-Лоренца) та гауссіана (нормального розподілу). Його часто використовують для аналізу форму спектрільних ліній. Названий на честь Вольдемара Фойгта.

## Визначення
Без втрати загальності ми можемо розглядати лише центровані профілі, які мають пік в нулі. Тоді профіль Фойгта дається формулою
{\displaystyle V(x;\sigma ,\gamma )\equiv \int _{-\infty }^{\infty }G(x';\sigma )L(x-x';\gamma )\,dx',}
де x — відстань від центру лінії, {\displaystyle G(x;\sigma )} — гауссіан (нормальний розподіл)
{\displaystyle G(x;\sigma )\equiv {\frac {e^{-x^{2}/(2\sigma ^{2})}}{\sigma {\sqrt {2\pi }}}},}
і {\displaystyle L(x;\gamma )} — лоренциан (розподіл Коші-Лоренца)
{\displaystyle L(x;\gamma )\equiv {\frac {\gamma }{\pi (x^{2}+\gamma ^{2})}}.}
Інтеграл у визначенні профіля Фойгта можна також виразити як
{\displaystyle V(x;\sigma ,\gamma )={\frac {\operatorname {Re} [w(z)]}{\sigma {\sqrt {2\pi }}}},}
де Re[w(z)] — дійсна частина функції Фаддєєвої, обчислена для
{\displaystyle z={\frac {x+i\gamma }{\sigma {\sqrt {2}}}}.}
У граничних випадках {\displaystyle \sigma =0} і {\displaystyle \gamma =0} профіль Фойгта {\displaystyle V(x;\sigma ,\gamma )} спрощується до {\displaystyle L(x;\gamma )} і {\displaystyle G(x;\sigma )} відповідно.

## Застосування
У спектроскопії профіль Фойгта є результатом згортки двох механізмів розширення, один з яких створює гаусівський профіль (зазвичай, у результаті доплерівського розширення), а інший створює лоренцівський профіль. Профілі Фойгта поширені в багатьох галузях спектроскопії та дифракції. Через витрати на обчислення функції Фаддєєвої профіль Фойгта іноді апроксимується за допомогою псевдофойгтівського профілю.

## Властивості
Профіль Фойгта нормалізований,
{\displaystyle \int _{-\infty }^{\infty }V(x;\sigma ,\gamma )\,dx=1,}
оскільки він є згорткою двох нормалізованих профілів. Профіль Лоренца не має моментів (крім нульового), і твірна функція моментів для розподілу Коші невизначена, тому профіль Фойгта також не має твірної функції моментів. З іншого боку, характеристична функція визначена і для розподілу Коші, і для нормального розподілу. Тоді характеристична функція для центрованого профілю Фойгта буде добутком двох характеристичних функцій:
{\displaystyle \varphi _{f}(t;\sigma ,\gamma )=E(e^{ixt})=e^{-\sigma ^{2}t^{2}/2-\gamma |t|}.}
Оскільки нормальний розподіл та розподіл Коші є стійкими розподілами, кожен з них є замкнутим відносно згортки (з точності до зміни масштабу), і з цього випливає, що розподіли Фойгта також замкнутий відносно згортки.

### Кумулятивна функція розподілу
Використовуючи наведене вище визначення для z, кумулятивну функцію розподілу можна знайти таким чином:
{\displaystyle F(x_{0};\mu ,\sigma )=\int _{-\infty }^{x_{0}}{\frac {\operatorname {Re} (w(z))}{\sigma {\sqrt {2\pi }}}}\,dx=\operatorname {Re} \left({\frac {1}{\sqrt {\pi }}}\int _{z(-\infty )}^{z(x_{0})}w(z)\,dz\right).}
Підставляючи визначення функції Фаддєєвої (масштабованої комплексної функції похибок), отримуємо для невизначеного інтеграла:
{\displaystyle {\frac {1}{\sqrt {\pi }}}\int w(z)\,dz={\frac {1}{\sqrt {\pi }}}\int e^{-z^{2}}\left[1-\operatorname {erf} (-iz)\right]\,dz,}
що може бути пораховано як
{\displaystyle {\frac {1}{\sqrt {\pi }}}\int w(z)\,dz={\frac {\operatorname {erf} (z)}{2}}+{\frac {iz^{2}}{\pi }}\,_{2}F_{2}\left(1,1;{\frac {3}{2}},2;-z^{2}\right),}
де {\displaystyle {}_{2}F_{2}} є гіпергеометричною функцією. Для того, щоб функція наближалася до нуля, коли x наближається до мінус нескінченності, необхідно додати константу інтегрування 1/2. Це дає для кумулятивної функції розподілу Фойгта
{\displaystyle F(x;\mu ,\sigma )=\operatorname {Re} \left[{\frac {1}{2}}+{\frac {\operatorname {erf} (z)}{2}}+{\frac {iz^{2}}{\pi }}\,_{2}F_{2}\left(1,1;{\frac {3}{2}},2;-z^{2}\right)\right].}

### Нецентрований профіль Фойгта
Якщо гаусіан центрований в {\displaystyle \mu _{G}}, а лоренціан — на {\displaystyle \mu _{L}}, то центр згортки знаходиться в {\displaystyle \mu _{V}=\mu _{G}+\mu _{L}}, а характеристична функція має вигляд:
{\displaystyle \varphi _{f}(t;\sigma ,\gamma ,\mu _{\mathrm {G} },\mu _{\mathrm {L} })=e^{i(\mu _{\mathrm {G} }+\mu _{\mathrm {L} })t-\sigma ^{2}t^{2}/2-\gamma |t|}.}
Функція густини ймовірності просто зсувається від центрованого профілю на {\displaystyle \mu _{V}}:
{\displaystyle V(x;\mu _{V},\sigma ,\gamma )={\frac {\operatorname {Re} [w(z)]}{\sigma {\sqrt {2\pi }}}},}
де
{\displaystyle z={\frac {x-\mu _{V}+i\gamma }{\sigma {\sqrt {2}}}}}.
Мода та медіана розташовані в точці {\displaystyle \mu _{V}}.

### Похідні

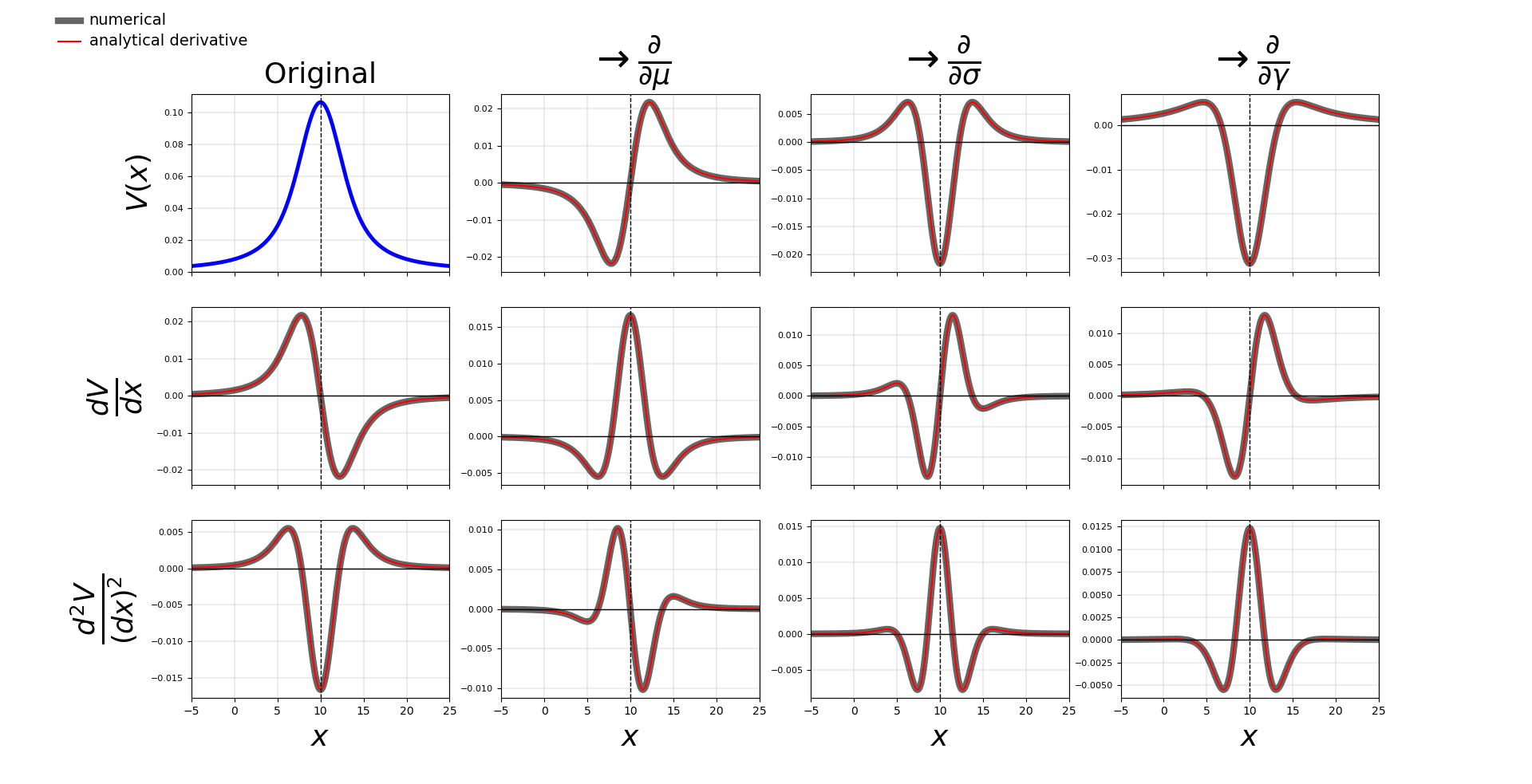
Профіль Фойгта (припускаючи,, і) і його перші дві частинні похідні за (перший стовпчик) і три параметри,, і (другий, третій та четвертий стовпчики відповідно), отримані аналітично та чисельно.

Використовуючи наведене вище визначення для {\displaystyle z} і {\displaystyle x_{c}=x-\mu _{V}}, першу та другу похідні від розподілу можна виразити через функцію Фаддєєвої:
{\displaystyle {\begin{aligned}{\frac {\partial }{\partial x}}V(x_{c};\sigma ,\gamma )&=-{\frac {\operatorname {Re} \left[z~w(z)\right]}{\sigma ^{2}{\sqrt {\pi }}}}=-{\frac {x_{c}}{\sigma ^{2}}}{\frac {\operatorname {Re} \left[w(z)\right]}{\sigma {\sqrt {2\pi }}}}+{\frac {\gamma }{\sigma ^{2}}}{\frac {\operatorname {Im} \left[w(z)\right]}{\sigma {\sqrt {2\pi }}}}\\&={\frac {1}{\sigma ^{3}{\sqrt {2\pi }}}}\cdot \left(\gamma \cdot \operatorname {Im} \left[w(z)\right]-x_{c}\cdot \operatorname {Re} \left[w(z)\right]\right)\end{aligned}}}
і
{\displaystyle {\begin{aligned}{\frac {\partial ^{2}}{\left(\partial x\right)^{2}}}V(x_{c};\sigma ,\gamma )&={\frac {x_{c}^{2}-\gamma ^{2}-\sigma ^{2}}{\sigma ^{4}}}{\frac {\operatorname {Re} \left[w(z)\right]}{\sigma {\sqrt {2\pi }}}}-{\frac {2x_{c}\gamma }{\sigma ^{4}}}{\frac {\operatorname {Im} \left[w(z)\right]}{\sigma {\sqrt {2\pi }}}}+{\frac {\gamma }{\sigma ^{4}}}{\frac {1}{\pi }}\\&=-{\frac {1}{\sigma ^{5}{\sqrt {2\pi }}}}\cdot \left(\gamma \cdot \left(2x_{c}\cdot \operatorname {Im} \left[w(z)\right]-\sigma \cdot {\sqrt {\frac {2}{\pi }}}\right)+\left(\gamma ^{2}+\sigma ^{2}-x_{c}^{2}\right)\cdot \operatorname {Re} \left[w(z)\right]\right),\end{aligned}}}
відповідно.
Часто один або декілька профілів Фойгта або їхні відповідні похідні потрібно підігнати до виміряного сигналу за допомогою нелінійного методу найменших квадратів. Тоді для прискорення обчислень можна використовувати додаткові частинні похідні. Замість апроксимації матриці Якобі за параметрами {\displaystyle \mu _{V}}, {\displaystyle \sigma }, і {\displaystyle \gamma } за допомогою скінченних різниць можна застосувати відповідні аналітичні вирази. З позначеннями {\displaystyle \operatorname {Re} \left[w(z)\right]=\Re _{w}} і {\displaystyle \operatorname {Im} \left[w(z)\right]=\Im _{w}}, такі аналітичні вирази для профілю Фойгта {\displaystyle V} мають вигляд:
{\displaystyle {\begin{aligned}{\frac {\partial V}{\partial \mu _{V}}}=-{\frac {\partial V}{\partial x}}={\frac {1}{\sigma ^{3}{\sqrt {2\pi }}}}\cdot \left(x_{c}\cdot \Re _{w}-\gamma \cdot \Im _{w}\right)\end{aligned}}}
{\displaystyle {\begin{aligned}{\frac {\partial V}{\partial \sigma }}={\frac {1}{\sigma ^{4}{\sqrt {2\pi }}}}\cdot \left(\left(x_{c}^{2}-\gamma ^{2}-\sigma ^{2}\right)\cdot \Re _{w}-2x_{c}\gamma \cdot \Im _{w}+\gamma \sigma \cdot {\sqrt {\frac {2}{\pi }}}\right)\end{aligned}}}
{\displaystyle {\begin{aligned}{\frac {\partial V}{\partial \gamma }}=-{\frac {1}{\sigma ^{3}{\sqrt {2\pi }}}}\cdot \left(\sigma \cdot {\sqrt {\frac {2}{\pi }}}-x_{c}\cdot \Im _{w}-\gamma \cdot \Re _{w}\right)\end{aligned}}}
Для частинної похідної першого порядку {\displaystyle V'={\frac {\partial V}{\partial x}}} похідні мають вигляд:
{\displaystyle {\begin{aligned}{\frac {\partial V'}{\partial \mu _{V}}}=-{\frac {\partial V'}{\partial x}}=-{\frac {\partial ^{2}V}{\left(\partial x\right)^{2}}}={\frac {1}{\sigma ^{5}{\sqrt {2\pi }}}}\cdot \left(\gamma \cdot \left(2x_{c}\cdot \Im _{w}-\sigma \cdot {\sqrt {\frac {2}{\pi }}}\right)+\left(\gamma ^{2}+\sigma ^{2}-x_{c}^{2}\right)\cdot \Re _{w}\right)\end{aligned}}}
{\displaystyle {\begin{aligned}{\frac {\partial V'}{\partial \sigma }}={\frac {3}{\sigma ^{6}{\sqrt {2\pi }}}}\cdot \left(-\gamma \sigma x_{c}\cdot {\frac {2{\sqrt {2}}}{3{\sqrt {\pi }}}}+\left(x_{c}^{2}-{\frac {\gamma ^{2}}{3}}-\sigma ^{2}\right)\cdot \gamma \cdot \Im _{w}+\left(\gamma ^{2}+\sigma ^{2}-{\frac {x_{c}^{2}}{3}}\right)\cdot x_{c}\cdot \Re _{w}\right)\end{aligned}}}
{\displaystyle {\begin{aligned}{\frac {\partial V'}{\partial \gamma }}={\frac {1}{\sigma ^{5}{\sqrt {2\pi }}}}\cdot \left(x_{c}\cdot \left(\sigma \cdot {\sqrt {\frac {2}{\pi }}}-2\gamma \cdot \Re _{w}\right)+\left(\gamma ^{2}+\sigma ^{2}-x_{c}^{2}\right)\cdot \Im _{w}\right)\end{aligned}}}
Для частинної похідної другого порядку {\displaystyle V''={\frac {\partial ^{2}V}{\left(\partial x\right)^{2}}}} похідні мають вигляд:
{\displaystyle {\begin{aligned}{\frac {\partial V''}{\partial \mu _{V}}}=-{\frac {\partial V''}{\partial x}}=-{\frac {\partial ^{3}V}{\left(\partial x\right)^{3}}}=-{\frac {3}{\sigma ^{7}{\sqrt {2\pi }}}}\cdot \left(\left(x_{c}^{2}-{\frac {\gamma ^{2}}{3}}-\sigma ^{2}\right)\cdot \gamma \cdot \Im _{w}+\left(\gamma ^{2}+\sigma ^{2}-{\frac {x_{c}^{2}}{3}}\right)\cdot x_{c}\cdot \Re _{w}-\gamma \sigma x_{c}\cdot {\frac {2{\sqrt {2}}}{3{\sqrt {\pi }}}}\right)\end{aligned}}}
{\displaystyle {\begin{aligned}&{\frac {\partial V''}{\partial \sigma }}=-{\frac {1}{\sigma ^{8}{\sqrt {2\pi }}}}\cdot \\&\left(\left(-3\gamma x_{c}\sigma ^{2}+\gamma x_{c}^{3}-\gamma ^{3}x_{c}\right)\cdot 4\cdot \Im _{w}+\left(\left(2x_{c}^{2}-2\gamma ^{2}-\sigma ^{2}\right)\cdot 3\sigma ^{2}+6\gamma ^{2}x_{c}^{2}-x_{c}^{4}-\gamma ^{4}\right)\cdot \Re _{w}+\left(\gamma ^{2}+5\sigma ^{2}-3x_{c}^{2}\right)\cdot \gamma \sigma \cdot {\sqrt {\frac {2}{\pi }}}\right)\end{aligned}}}
{\displaystyle {\begin{aligned}{\frac {\partial V''}{\partial \gamma }}=-{\frac {3}{\sigma ^{7}{\sqrt {2\pi }}}}\cdot \left(\left(\gamma ^{2}+\sigma ^{2}-{\frac {x_{c}^{2}}{3}}\right)\cdot x_{c}\cdot \Im _{w}+\left({\frac {\gamma ^{2}}{3}}+\sigma ^{2}-x_{c}^{2}\right)\cdot \gamma \cdot \Re _{w}+\left(x_{c}^{2}-\gamma ^{2}-2\sigma ^{2}\right)\cdot \sigma \cdot {\frac {\sqrt {2}}{3{\sqrt {\pi }}}}\right)\end{aligned}}}
Оскільки {\displaystyle \mu _{V}} і {\displaystyle \gamma } відіграють відносно подібну роль у розрахунку {\displaystyle z}, їх відповідні часткові похідні також виглядають досить схожими з точки зору їх структури, хоча вони призводять до абсолютно різних профілів похідних. Частинні похідні за {\displaystyle \sigma } і {\displaystyle \gamma } демонструють подібність, оскільки обидва є параметрами ширини. Усі ці похідні включають лише прості операції (множення та додавання), оскільки обчислювально важкі {\displaystyle \Re _{w}} і {\displaystyle \Im _{w}} легко отримати під час обчислень {\displaystyle w\left(z\right)}. Таке повторне використання попередніх обчислень дає змогу робити розрахунки з мінімальними витратами.

## Функції Фойгта
Функції Фойгта U, V і H (іноді їх називають функцією розширення ліній) визначаються як
{\displaystyle U(x,t)+iV(x,t)={\sqrt {\frac {\pi }{4t}}}e^{z^{2}}\operatorname {erfc} (z)={\sqrt {\frac {\pi }{4t}}}w(iz),}
{\displaystyle H(a,u)={\frac {U(u/a,1/4a^{2})}{a{\sqrt {\pi }}}},}
де
{\displaystyle z=(1-ix)/2{\sqrt {t}},}
erfc — додаткова функція помилок, а w(z) — функція Фаддєєвої.

### Зв'язок з профілем Фойгта
Функцію розширення лінії можна зв'язати з профілем Фойгта, використовуючи вираз
{\displaystyle V(x;\sigma ,\gamma )=H(a,u)/({\sqrt {2}}{\sqrt {\pi }}\sigma ),}
де
{\displaystyle a=\gamma /({\sqrt {2}}\sigma )}
і
{\displaystyle u=x/({\sqrt {2}}\sigma ).}

## Числові наближення

### Функція Теппера-Гарсіа
Функція Теппера-Гарсіа, названа на честь німецько-мексиканського астрофізика Тора Теппера-Гарсіа, є комбінацією експоненціальної функції та раціональних функцій, яка наближає функцію розширення лінії. {\displaystyle H(a,u)} в широкому діапазоні його параметрів. Його отримують із розкладання в усічений степеневий ряд точної функції розширення лінії.
У своїй найбільш ефективній з точки зору обчислень формі функція Теппера-Гарсіа може бути виражена як
{\displaystyle T(a,u)=R-\left(a/{\sqrt {\pi }}P\right)~\left[R^{2}~(4P^{2}+7P+4+Q)-Q-1\right]\,,}
де {\displaystyle P\equiv u^{2}}, {\displaystyle Q\equiv 3/(2P)}, і {\displaystyle R\equiv e^{-P}}.
Таким чином, функцію розширення лінії можна розглядати, у першому порядку, як чисту функцію Гауса плюс поправочний коефіцієнт, який лінійно залежить від мікроскопічних властивостей поглинаючого середовища (закодований у {\displaystyle a}). Однак внаслідок раннього обрізання в розкладі ряду похибка апроксимації все ще має порядок {\displaystyle a}, тобто {\displaystyle H(a,u)\approx T(a,u)+{\mathcal {O}}(a)}. Це наближення має відносну точність
{\displaystyle \epsilon \equiv {\frac {\vert H(a,u)-T(a,u)\vert }{H(a,u)}}\lesssim 10^{-4}}
у всьому діапазоні довжин хвиль {\displaystyle H(a,u)}, за умови, що {\displaystyle a\lesssim 10^{-4}}. Окрім високої точності, функція {\displaystyle T(a,u)} легка для реалізації і швидка в обчисленні. Вона широко використовується для аналізу ліній поглинання квазарів.

### Псевдофойгтівське наближення
Псевдофойгтівський профіль (або псевдофойгтівська функція) є апроксимацією профілю Фойгта V(x) з використанням лінійної комбінації кривої Гауса G(x) і кривої Лоренца L(x) замість їхньої згортки.
Псевдофойгтівська функція часто використовується для розрахунків експериментальних форм спектральних ліній.
Математичне визначення нормалізованого псевдофойгтівського профілю дається формулою
{\displaystyle V_{p}(x,f)=\eta \cdot L(x,f)+(1-\eta )\cdot G(x,f)}, де {\displaystyle 0<\eta <1}.
{\displaystyle \eta } є функцією параметра ширини на піввисоті.
Є кілька можливих варіантів для параметра {\displaystyle \eta }. Проста формула з точністю до 1 % має вигляд:
{\displaystyle \eta =1.36603(f_{L}/f)-0.47719(f_{L}/f)^{2}+0.11116(f_{L}/f)^{3},}
де тепер {\displaystyle \eta } є функцією ширин на піввисоті для лоренціана ({\displaystyle f_{L}}), гаусіана ({\displaystyle f_{G}}) і результуючої функції Фойгта ({\displaystyle f}). Загальна ширина на піввисоті {\displaystyle f} описується формулою
{\displaystyle f=[f_{G}^{5}+2.69269f_{G}^{4}f_{L}+2.42843f_{G}^{3}f_{L}^{2}+4.47163f_{G}^{2}f_{L}^{3}+0.07842f_{G}f_{L}^{4}+f_{L}^{5}]^{1/5}.}

### Ширина профілю Фойгта
Ширина на піввисоті профілю Фойгта може бути знайдена з ширин гаусіана та лоренціана. Ширина на піввисоті гаусіана дається формулою
{\displaystyle f_{\mathrm {G} }=2\sigma {\sqrt {2\ln(2)}}.}
Ширина на піввисоті лоренціана становить
{\displaystyle f_{\mathrm {L} }=2\gamma .}
Приблизне співвідношення (з точністю до 1,2 %) між ширинами профілів Фойгта, Гаусса та Лоренца дається формулою:
{\displaystyle f_{\mathrm {V} }\approx f_{\mathrm {L} }/2+{\sqrt {f_{\mathrm {L} }^{2}/4+f_{\mathrm {G} }^{2}}}.}
За побудовою цей вираз є точним для чистого гаусіана та для чистого лоренціана.
Краще наближення (вперше знайдене Кількопфом) має точність 0,02 % і дається формулою
{\displaystyle f_{\mathrm {V} }\approx 0.5346f_{\mathrm {L} }+{\sqrt {0.2166f_{\mathrm {L} }^{2}+f_{\mathrm {G} }^{2}}}.}
Знову ж таки, цей вираз є точним для чистого гаусіана або лоренціана. У тій же публікації Кількопфа можна знайти дещо точніший (в межах 0,012 %), але значно складніший вираз.